# Khmer (popolo)

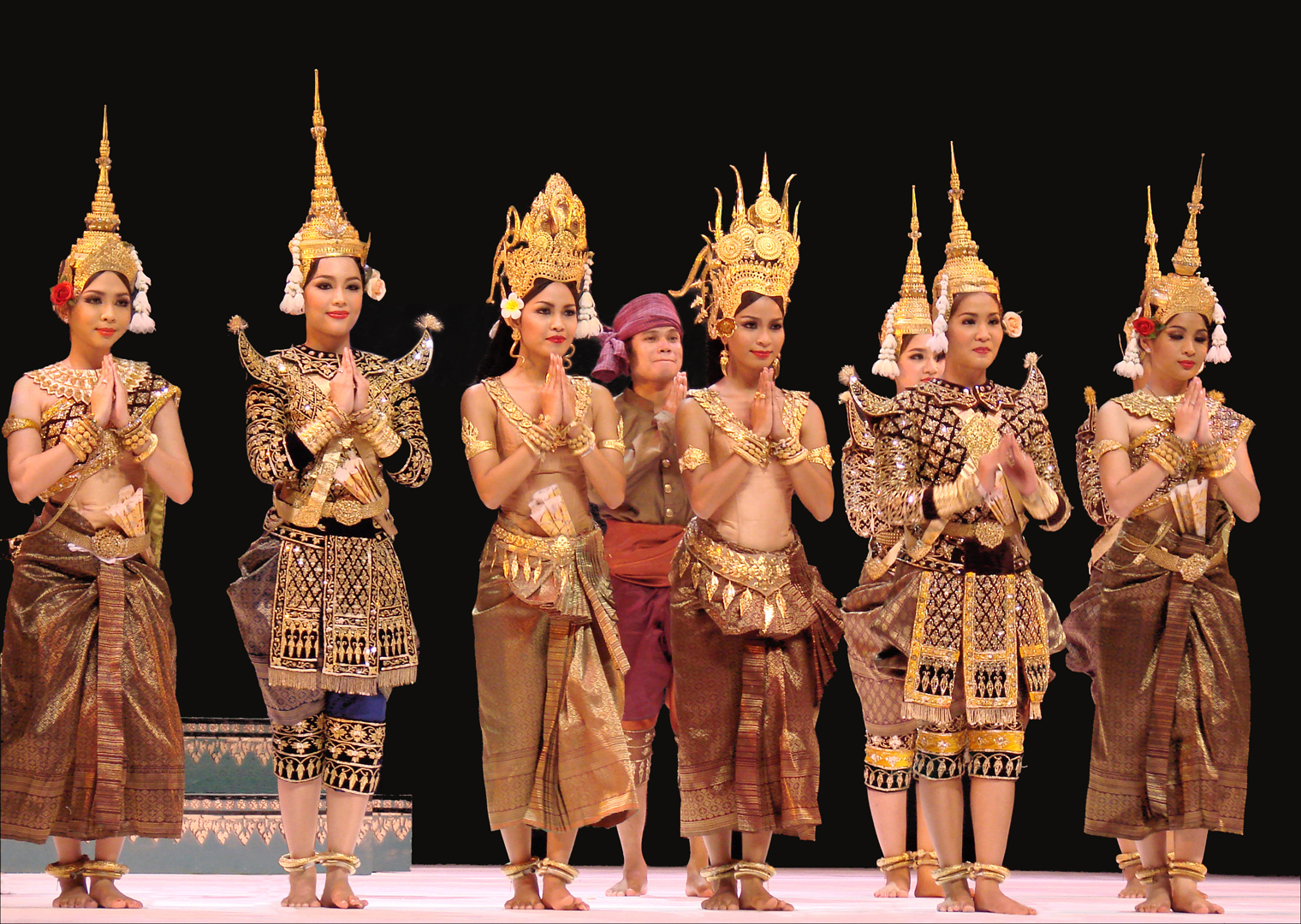
Balletto Reale della Cambogia

I khmer (in khmer: ជនជាតិខ្មែរ, Chônchéatĕ Khmêr, [cɔnciət kʰmae]), comunemente "cambogiani", sono un gruppo etnico dell'Indocina meridionale. Sono la prima etnia della Cambogia – rappresentano il 95,4% della popolazione – e sono presenti anche nel Sud del Vietnam e nelle province meridionali della Thailandia del Nordest. La popolazione khmer del Vietnam prende il nome di krom. Una piccola comunità si trova anche nel Sud del Laos.
La religione più diffusa presso i khmer è il buddhismo theravada. La lingua khmer, appartenente al gruppo mon-khmer, ha un'antica tradizione letteraria risalente al VII secolo d.C. 

## Storia
Il popolo khmer è originario del territorio dell'odierna Thailandia, da cui si espanse fino a dominare la maggior parte dell'Indocina. Dal I al VI secolo d.C. subì l'influenza della cultura indiana; da questo antico rapporto derivano i molti tratti indiani dei khmer moderni nel campo artistico, religioso e politico.
La società tradizionale era divisa in sei caste: la famiglia reale (estesa); i brahmani, sacerdoti dediti alla celebrazione dei riti reali; i monaci; i funzionari della burocrazia reale; il popolo comune; gli schiavi. Le principali attività economiche erano l'agricoltura (soprattutto riso) e la pesca d'acqua dolce.
Il momento di massimo splendore della civiltà khmer fu fra il IX e il XIII secolo. Le celebri strutture architettoniche di Angkor Wat sono vestigia di quest'epoca, detta "angkoriana". In seguito, l'espansionismo dei siamesi e dei vietnamiti portò insicurezza e instabilità nel paese. A partire dal XV secolo, il decaduto Impero Khmer divenne vassallo dei due paesi vicini, che si contesero la supremazia per quasi quattro secoli. Verso la fine del XIX secolo finì sotto la protezione della Francia, di cui divenne una colonia.
L'indipendenza della Cambogia fu ottenuta nel 1954. Nel 1970, un colpo di Stato destituì il re Norodom Sihanouk, portando al potere il movimento rivoluzionario dei khmer rossi. Il regime di Pol Pot e del Partito Comunista di Kampuchea durò dal 1975 al 1979.
Il regime comunista, di stampo maoista filo-cinese, arrivò ben presto a scontrarsi con quello della Repubblica Socialista del Vietnam, che era di stampo filo-sovietico. Le cause della guerra cambogiano-vietnamita vanno ricercate nella questione mai risolta delle comunità khmer krom, cui erano molto sensibili i khmer rossi, nella rivalità sempre esistita tra le etnie khmer e viet, nell'atteggiamento social-imperialista di stampo sovietico dei vietnamiti. I vietnamiti cercavano di controllare tutta l'Indocina francese, dopo aver esteso la loro influenza sul Laos appoggiando il movimento del Pathet Lao contro i colonialisti francesi e il governo filo-americano di Vientiane negli anni della guerra civile laotiana.
La guerra determinò il crollo dei khmer rossi e l'edificazione di un nuovo regime comunista: quello della Repubblica Popolare di Kampuchea, filo-vietnamita e filo-sovietico. Il paese finì nel baratro della guerra civile e al confine con la Thailandia si organizzò la resistenza armata. Le Forze Armate Rivoluzionarie del Popolo Kampucheano, l'esercito regolare del nuovo regime, che operavano al fianco dell'esercito vietnamita, si trovarono a fronteggiare tre gruppi di guerriglia fino al 1988.
Il primo fu il Fronte di Liberazione Nazionale del Popolo Khmer, gruppo anticomunista, filo-occidentale, orientato verso un nazionalismo di destra e reazionario. Il suo braccio armato furono le Forze Armate di Liberazione Nazionale del Popolo Khmer, che arrivarono a raggruppare dai 7 000 (nel 1981) fino ai 14 000 uomini (nel 1987). Il secondo fu il Funcinpec (Fronte unito nazionale per una Cambogia indipendente, neutrale, pacifica e cooperativa), partito monarchico e conservatore guidato dal re Sihanouk. Il suo braccio armato, l'Esercito Nazionale Sihanoukista, ebbe tra i 7 000 e gli 11 000 combattenti.
Il terzo e più grande fu l'Esercito Nazionale della Kampuchea Democratica, braccio armato del Partito della Kampuchea Democratica guidato dai khmer rossi di Pol Pot. Questi ultimi avevano cambiato nome e avevano formalmente rinunciato al comunismo in nome di una sorta di socialismo democratico. Pur mantenendo un'anima marxista, in questo periodo i khmer rossi svilupparono una componente nazionalistica, giustificata dall'invasione vietnamita e rappresentarono la forza di resistenza più agguerrita, che durante gli anni ottanta riuscì a reclutare tra i 40 000 e i 50 000 uomini.
I tre gruppi guerriglieri furono finanziati rispettivamente dagli USA, dalla Cina e dalla Thailandia. La guerra civile fu molto cruenta e la parte Ovest del paese fu un campo di battaglia per tutti gli anni ottanta. La Cambogia divenne proprio in questo periodo uno dei paesi al mondo con la concentrazione più alta di mine anti-uomo, che tuttora, dopo tanti anni dalla fine del conflitto, provocano lutti e menomazioni tra i contadini. La guerra civile finì nel 1991, con la dissoluzione dei regimi comunisti (tra cui quello cambogiano), il ritiro delle truppe d'occupazione vietnamite e la sottoscrizione di un trattato di pace tra governo e gruppi ribelli. Nel 1992 i khmer rossi ripresero in mano le armi. La guerriglia non riuscì a coinvolgere l'intero paese, ormai stanco di lutti, sofferenze e lotte fratricide, e ben presto si ebbero defezioni e spaccature tra le file dei khmer rossi. L'ultimo gruppo combattente dei khmer rossi legato a Ta Mok si arrese e si sciolse nel dicembre del 1999.